# Dasypolia minuta
Dasypolia minuta là một loài bướm đêm trong họ Noctuidae.